# نیکولو برایجنتی
نیکولو برایجنتی (انگلیسی: Nicolò Brighenti؛ زادهٔ ۱ اوت ۱۹۸۹) بازیکن فوتبال اهل ایتالیا است.
از باشگاه‌هایی که در آن بازی کرده‌است می‌توان به باشگاه فوتبال کیه‌وو ورونا، باشگاه فوتبال تریستیانا، باشگاه فوتبال ویچنزا، و باشگاه فوتبال یو. اس. پرگولیتزه اشاره کرد.
وی همچنین در تیم‌های ملی فوتبال زیر ۱۸ سال ایتالیا، زیر ۱۹ سال ایتالیا، و زیر ۲۰ سال ایتالیا بازی کرده‌است.